# Ferdinand Nilsson
Otto Ferdinand Nilsson (i riksdagen kallad Nilsson i Kungsängen), född 29 oktober 1896 i Ljusdals församling, Gävleborgs län, död 21 maj 1987 i Kungsängens församling, Stockholms län, var en svensk politiker som var riksdagsledamot för bondeförbundet från 1959.
Nilsson var en stark förespråkare inom partiet för "nationell politik" och knöt i sin ideologi ihop bonderomantik med nationalism och statsintresset. Bondeintresset var i realiteten liktydigt med riksintresset och en sann nationell politik måste därför utgå från bönderna, resonerade Nilsson. Han var   huvudförfattare till Bondeförbundets grundprogram 1933, med de kontroversiella formuleringarna om att partiet önskade "bevara den svenska folkstammen från inblandning av mindervärdiga utländska raselement".
Nilsson var bondeförbundets partisekreterare ifrån 1938 till 1941. Han fick lämna partisekreterarposten sedan han, i samband med bondeförbundets stämma i Lund 1941, utmanat Axel Pehrsson-Bramstorps vilja att positionera partiet i mitten.